# Hugo VII van Lusignan
Hugo VII van Lusignan bijgenaamd de Bruine (circa 1065 - 1151) was van 1102 tot aan zijn dood heer van Lusignan. Hij behoorde tot het huis Lusignan.

## Levensloop
Hugo VII was de zoon van heer Hugo VI van Lusignan en Hildegard van Thouars.
In 1102 volgde hij zijn vader op als heer van Lusignan. In 1147 nam hij aan de zijde van koning Lodewijk VII van Frankrijk deel aan de Tweede Kruistocht.  
Hij was gehuwd met Sarassine van Lezay. Ze kregen volgende kinderen:
- Hugo VIII (1106-1173), heer van Lusignan
- Simon (overleden na 1167), heer van Lezay
- Willem, heer van Angles
- Rorgon (overleden na 1167)
- Valeraan (overleden na 1167)
- Aénor (1125-1173), huwde met burggraaf Godfried IV van Thouars

Hugo VII stierf in 1151, waarna zijn oudste zoon Hugo VIII hem opvolgde als heer van Lusignan. 